# Potop ladje SS Kaiser Wilhelm der Grosse
Bitka pri Río de Oro je bila ladijska bitka, ki se je zgodila avgusta 1914 med prvo svetovno vojno, ko je britanska pomožna križarka HMS Highflyer napadla nemško ladjo SS Kaiser Wilhelm der Grosse izven Río de Oro na obali severozahodne Afrike.

## Ozadje
Pod poveljstvom kapitana Maxa Reymanna je bil Kaiser Wilhelm der Grosse sprva oceanska potniška ladja, zgrajena leta 1897, dokler ni prišel ukaz, da se zaradi začetka prve svetovne vojne ladjo preuredi v pomožni križarko v nemški mornarici. Nemška ladja je s tem plula ter napadala in potopila ladje v Atlantskem oceanu, s tem pa je tudi veliko napredovala.
Ladja kraljeve britanske mornarice, HMS Highflyer, ki ji je poveljeval kapitan Henry T. Buller, je bila zaščitena križarka, zgrajena leta 1898, poleg orožja in sterliva pa je imela tudi dve torpednimi cevi.

## Bitka
Bitka se je začela 26. avgusta 1914, ko je ladja Highflyer naletela na Kaiserja Wilhelma der Grosseja v pristanišču, ko so kurjači na ladjo nalagali dodatne zaloge premoga in nalivali dodatno gorivo. Highflyer, ki je priplula v bližino nemške ladje, je najprej zahtevala, da zapusti pristanišče, toda kapitan Kaiserja Wilhelma der Grosseja je trdil, da so Britanci kršili špansko nevtralnost. 
Britanci tega niso upoštevali, ker so Nemci že kršili nevtralnost Španije, saj so si vzeli teden dni za nalaganje dodatne opreme v nevtralnem pristanišču. Tako se je bitka začela: trajala je od 15:10 do 16:45, ko sta obe ladji bombardirali druga drugo, včasih pa izstrelili strele. Sčasoma je Kaiser Wilhelm der Grosse porabil vse svoje strelivo in poskušal pobegniti iz bitke. Posadka je po koncu bitke razstrelila dinamit na ladji zaradi česar se je ladja prevrnila na bok in potonila. Nato se je posadka z nemške ladje odpravila na obalo in pobegnila v saharsko puščavo. 

## Dogodki po bitki
Britanski viri so takrat vztrajali, da je nemško pomožno križarko potopila ladja Highflyer, vendar so na koncu pričele krožiti zgodbe preživelih nemških mornarjev, s čimer se je končala trditev v Veliki Britaniji. Ne glede na to, ali so ladjo potopili Britanci ali Nemci, so bili Britanci še vedno odgovorni za smrt enega od mornarjev na ladji Highflyer. 
Kaiser Wilhelm der Grosse je postal prva čezoceanska potniška ladja, ki je potonila med prvo svetovno vojno. Lokacija potopljene nemške ladje je bila znana, saj je ena stran ladje segala tik pod vodno gladino dokler razbitina ni bila dokončno odkrita leta 1952. V bitki je umrl en član posadke na britanski ladji, drugih šest pa jih je bilo huje poškodovanih. Žrtve z nemške ladje niso znane. 